# Rio Balaj
O Rio Balaj é um rio da Romênia afluente do rio Putna, localizado no distrito de Harghita.